# Бурлы
Бурлы (баш. Бурлы) — село в Гафурийском районе Башкортостана. Административный центр Бурлинского сельсовета.

## Географическое положение
Расстояние до:

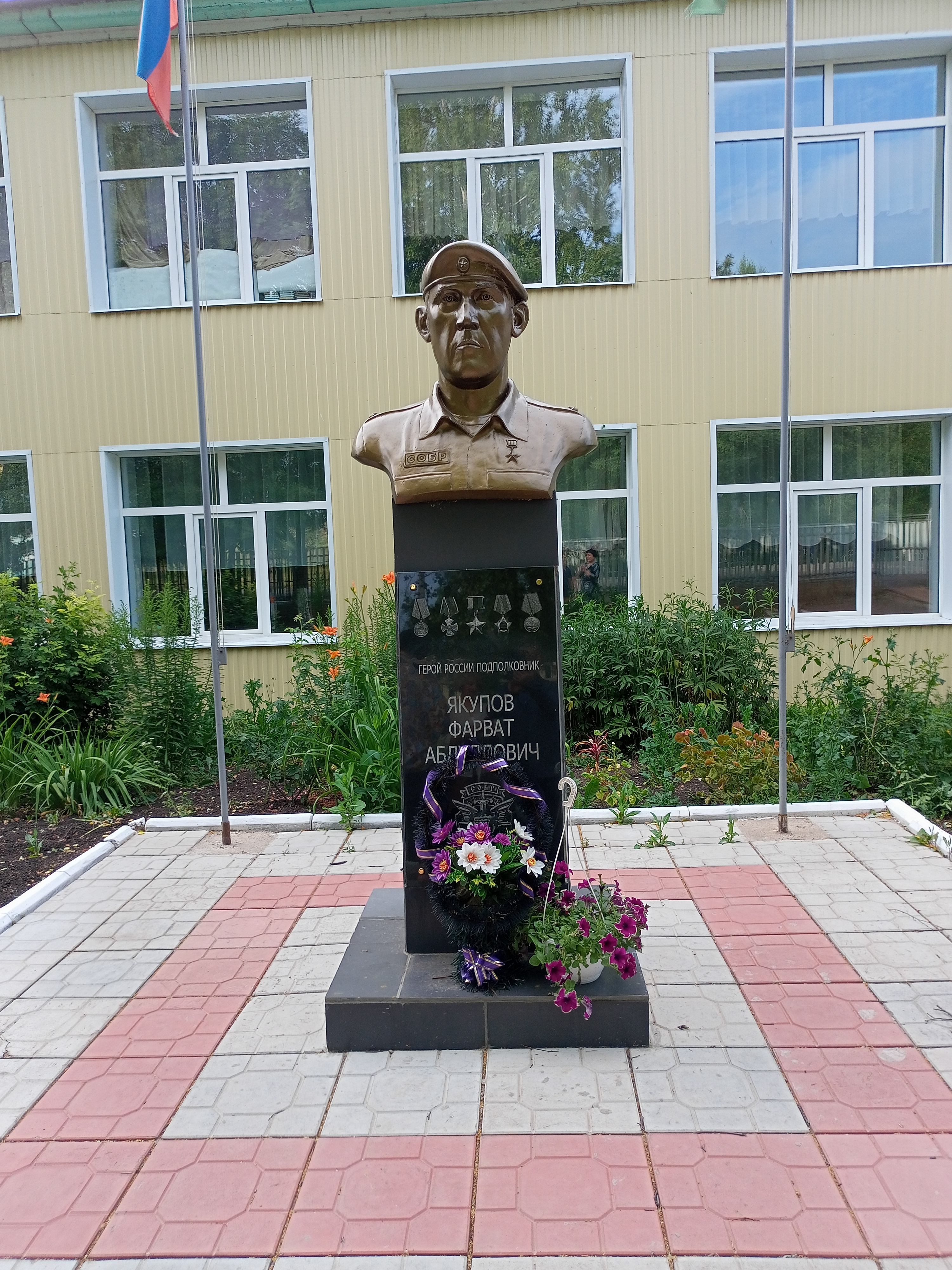
Бюст Ф. А. Якупова в селе

- районного центра (Красноусольский): 31 км,
- ближайшей ж/д станции (Белое Озеро): 30 км.

## Население
| 2002 | 2009 | 2010 |
| ---- | ---- | ---- |
| 551  | ↗591 | ↘539 |

### Национальный состав
Согласно переписи 2002 года, преобладающие национальности — татары (72 %), башкиры (27 %).

## Религия
В селе есть мечеть.

## Известные уроженцы
- Якупов, Фарват Абдуллович (1958—2008) — советский и российский военный деятель, полковник, Герой Российской Федерации.